# 維斯托西瓦特爾
維斯托西瓦特爾（Huixtocihuatl，意為「鹽夫人」。）是鹽神或鹹水神。她是雨神特拉洛克的姐姐。部分文獻將她載為特斯卡特利波卡的妻子。阿茲特克太陽曆七月有祭奠她的儀式。